# 125
Glej tudi: število 125
125 (CXXV) je bilo navadno leto, ki se je po julijanskem koledarju začelo na nedeljo.

## Dogodki
- 1. januar